# Pipoca & Nanquim
Pipoca & Nanquim é uma editora brasileira especializada na publicação de histórias em quadrinhos e livros.
A editora foi fundada em 10 de março de 2017 por Alexandre Callari, Bruno Zago e Daniel Lopes, mas o nome Pipoca & Nanquim já era utilizado pelo trio desde 2009 em seu programa de televisão, podcast, site e canal no YouTube. A editora venceu o Troféu HQ Mix de Editora do Ano por cinco vezes consecutivas (2018, 2019, 2020, 2021 e 2022), ultrapassando o recorde de três vezes consecutivas da Editora Abril. 
A editora também possui um canal no YouTube de mesmo nome por meio do qual anuncia seus lançamentos, além de produzir vídeos com foco em quadrinhos e cinema.

## História

### Primeiros anos
O Pipoca & Nanquim surgiu em 7 de outubro de 2009 como um programa de TV produzido e exibido pela TV UNIARA, ligada à Universidade de Araraquara, cujos episódios eram arquivados no site Videolog (eles só passariam a publicar no YouTube a partir de 2011).
Inicialmente o programa era comandado por Bruno Zago e outras duas pessoas, que deixaram a equipe no início de  2010. Se juntaram então ao grupo Daniel Lopes e Alexandre Callari, que Bruno havia recém conhecido em uma exposição sobre o Batman realizada no SESC Araraquara. Consolidou-se assim a formação definitiva do Pipoca & Nanquim.
Ainda em 2010, o trio passou a comandar   um programa sobre quadrinhos na rádio UNIARA, do qual foram produzidos 79 episódios até 2012. Esses programas eram também disponibilizamos na internet como podcast. . No mesmo período Alexandre Callari foi redator da revista Mundo dos Super-Heróis da Editora Europa.
Em 2011 os três se juntaram para escrever o primeiro livro da coleção Quadrinhos no Cinema, que saiu pelo selo Generale da Editora Évora. Os outros dois volumes dessa coleção foram lançados em 2012 e 2014.
Também a partir de 2011, os integrantes começaram gradualmente a deixar Araraquara para ir para São Paulo trabalhar na Editora Mythos, na edição de quadrinhos publicados pela Panini Comics. Alexandre Callari ingressou na Mythos em 2011, seguido por Daniel Lopes em 2012 e  Bruno Zago em 2013. Nesse período, eles romperam o vínculo com a TV UNIARA e passaram a produzir vídeos de forma independente em seu canal no YouTube, gravando em suas próprias casas.
Com o sucesso de público do canal, em 2016 a Amazon Brasil propôs para o grupo uma parceria, que envolvia  a inclusão de links patrocinados para a compra dos quadrinhos recomendados pelo trio. A receita extra gerada por essa parceria financiou a abertura, em 2017,  da Editora Pipoca & Nanquim, cujo primeiro lançamento foi o romance gráfico Espadas e Bruxas, de Esteban Maroto. Desde então, todos  os anúncios da editora são realizados por meio de seu canal no YouTube, forma pela qual os três sócios mantém um diálogo frequente e aberto com seu público.

### Editora
No primeiro ano da editora, em 2017, foram publicados seis títulos licenciados, e um e-book sobre espada e feitiçaria escrito pelo trio. Nesse ano destaca-se o lançamento  do autor Christophe Chabouté no Brasil, com o título Moby Dick, cujas obras a editora continuaria publicando pelos próximos anos, e da coleção Conan, o Bárbaro, em três volumes, que tinha como objetivo publicar pela primeira vez  todos os contos escritos pelo seu criador Robert E. Howard.
Em 26 de dezembro de 2018 anunciou-se o selo editorial Original Pipoca & Nanquim, que teria como objetivo a publicação de obras originais de autoria nacional. A  primeira leva originais foi anunciada no ano seguinte, sendo composta pelos quadrinhos “Sob o solo” de Bianca Pinheiro e Greg Stela e “Roseira, medalha, engenho e outras histórias” de Jeferson Costa, e pelos livros “Gastaria tudo com pizza” de Pedro Duarte e   “A floresta das árvores retorcidas” de Alexandre Callari.
Também em  2018, a  editora e os estúdios para a gravação dos vídeos do canal passaram a funcionar em uma sala comercial alugada, que foi a sede da empresa  até  meados de 2024, quando foi necessário mudar para um lugar maior.  
No dia 30 de março de 2019, também por meio de um vídeo publicado no canal, a editora anunciou a criação do selo Drago, exclusivo para a publicação de mangás. O primeiro mangá publicado sob este selo foi a obra "Virgem Depois dos 30", lançado no dia 8 de maio do mesmo ano. Os mangás lançados por esse selo acabariam virando um dos carros chefe da editora, com destaque para os autores Junji Ito e Hiroshi Hirata, que tiveram diversas obras publicadas.
Em 2020 foi lançado o quadrinho “Ogiva”,  de Bruno Zago e Guilherme Petreca, que foi o primeiro lançamento de um quadrinho original de autoria de um dos editores da empresa. Na sequência, Alexandre Callari lançou os quadrinhos “Arena” em 2022 com Allan Patrick e “Espelho meu” em 2023 com Robson Costa, e Daniel Lopes lançou em 2024 a obra “100 discos para conhecer Aguardela” com Rafael Salimena.
Em 2021 e 2023, a editora  promoveu, juntamente com a Amazon Brasil, o Prêmio Geek, que tinha  o objetivo de revelar novos autores desse segmento. Os vencedores da primeira edição foram publicados em 2022,  sendo eles o quadrinho "Dente de Leite" e o livro "Polícia Secreta para Crimes Mágicos".
Em 2022, a editora anunciou seu centésimo lançamento, o título “Tarzan” de Roy Thomaz e John Buscema, cujos arquivos foram recuperados pela própria editora. Já em 2024, anunciou-se o ducentésimo lançamento editora, que foi o quadrinho argentino  O Eternauta, de Héctor Germán Oesterheld e Francisco Solano-Lopes.  
Em 2023, foi anunciada a primeira produção cinematográfica derivada de um quadrinho original da Editora: o filme “Ogiva: o mundo não é mais nosso”. Para complementar o orçamento do projeto foi realizada uma bem-sucedida campanha de financiamento coletivo no Catarse. O filme teve sua estreia em 13 de dezembro de 2024, juntamente com um artbook sobre a produção 

## Premiações
- Em 2018, um ano após sua fundação, a editora venceu o 30º Troféu HQ Mix nas categorias "Adaptação para os Quadrinhos" e "Edição Especial estrangeira" (ambas pelo romance gráfico "Moby Dick", de Christophe Chabouté), além de receber o prêmio de "Editora do Ano".[23][24]
- Em 2019, no 31º Troféu HQ Mix, a editora recebeu pela segunda vez o prêmio de "Editora do Ano", além de vencer o prêmio de "Melhor Projeto Editorial" pela obra "A Arte de Charlie Chan Hock Chye", do artista singapurense Sonny Liew.[25] Em setembro do mesmo ano, os três sócios anunciaram que a editora havia ultrapassado a marca de 100 mil unidades de quadrinhos vendidos, recebendo uma placa comemorativa da Amazon Brasil.[26]
- Em 2020, no 32º Troféu HQ Mix, a editora recebeu pela terceira vez consecutiva o prêmio de "Editora do Ano", repetindo um feito até então alcançado apenas pela Editora Abril. A obra "Roseira, Medalha, Engenho e Outras Histórias", do brasileiro Jefferson Costa, publicada sob o selo Original Pipoca & Nanquim, se sagrou vencedora na categoria de "Edição Especial nacional". O próprio Jefferson Costa também levou os prêmios de melhor desenhista e roteirista revelação por essa obra.[27]
- Em 2021, no 33.º Troféu HQ Mix, a editora recebeu pela quarta vez consecutiva o prêmio de "Editora do Ano", estabelecendo um novo recorde de vitórias consecutivas nessa categoria. O primeiro volume do mangá "Recado a Adolf", de Osamu Tezuka, foi vencedor na categoria Publicação em minissérie.[28]
- Em 2022, no 34º Troféu HQ Mix, a editora recebeu seu quinto prêmio consecutivo de "Editora do Ano”, dividindo-o  com a editora Universo Guará. Levou também os prêmios de"Edição Especial estrangeira" por "Incal" e de “Publicação de clássico” por "Horácio Completo".[29]

## Canal no YouTube
O canal Pipoca & Nanquim no YouTube traz conversas, análises, entrevistas e debates relacionados principalmente a histórias em quadrinhos e cinema, mas também sobre séries de televisão, literatura, entre outros.
Entre os quadros mais famosos do canal estão: “Mestres da Nona Arte”, com biografias de grandes mestres dos quadrinhos, “Papel Jornal”, que aborda a trajetória da publicação de quadrinhos no Brasil, “Saga da Editora”, que mostra os bastidores do funcionamento da editora, “Criando Quadrinhos”, que acompanha a criação dos materiais originais da editora, “Sessão Pipoca”, com análises de filmes, “Se não Leu, Leia”, com a indicação de quadrinhos; dentre outros.

## Obras publicadas pela editora Pipoca & Nanquim
Abaixo estão listadas todas as obras publicadas pela Pipoca & Nanquim. Todas são histórias em quadrinhos, a menos quando houver indicação em contrário. As datas de lançamento seguem o que está indicado nos detalhes do produto em suas páginas de venda na Amazon Brasil.

### 2017
| Ordem | Obra                                              | Autores                                                           | País           | Lançamento |
| ----- | ------------------------------------------------- | ----------------------------------------------------------------- | -------------- | ---------- |
| 1     | Espadas & Bruxas                                  | Esteban Maroto                                                    | Espanha        | 10/05      |
| 2     | Cannon                                            | Wallace Wood                                                      | Estados Unidos | 28/06      |
| 3     | Moby Dick                                         | Christophe Chabouté (baseado na obra homônima de Herman Melville) | França         | 23/08      |
| 4     | Beasts of Burden: Rituais Animais                 | Evan Dorkin (roteiro) e Jill Thompson (arte)                      | Estados Unidos | 29/09      |
| 5     | Um Pequeno Assassinato                            | Alan Moore (roteiro) e Oscar Zárate (arte)                        | Inglaterra     | 12/11      |
| 6     | Conan: o Bárbaro - volume 1 (Livro)               | Robert E. Howard                                                  | Estados Unidos | 11/12      |
| #     | O Guia Definitivo da Espada & Feitiçaria (E-book) | Alexandre Callari, Bruno Zago e Daniel Lopes                      | Brasil         | 18/12      |

### 2018
| Ordem | Obra                                | Autores                                                              | País           | Lançamento |
| ----- | ----------------------------------- | -------------------------------------------------------------------- | -------------- | ---------- |
| 7     | Marada: A Mulher-Lobo               | Chris Claremont (roteiro) e John Bolton (arte)                       | Estados Unidos | 25/02      |
| 8     | Conto de Areia                      | Jim Henson (argumento), Jerry Juhl (roteiro) e Ramón K. Pérez (arte) | Estados Unidos | 23/03      |
| 9     | Guardiões do Louvre                 | Jiro Taniguchi                                                       | Japão · França | 27/04      |
| 10    | Um Pedaço de Madeira e Aço          | Christophe Chabouté                                                  | França         | 28/05      |
| 11    | A Arte de Charlie Chan Hock Chye    | Sonny Liew                                                           | Singapura      | 20/07      |
| 12    | Blood: Uma História de Sangue       | J. M. DeMatteis (roteiro) e Kent Williams (arte)                     | Estados Unidos | 30/08      |
| 13    | Conan: o Bárbaro - volume 2 (Livro) | Robert E. Howard                                                     | Estados Unidos | 20/09      |
| 14    | O Anel do Nibelungo                 | P. Craig Russell (baseado na ópera de Richard Wagner)                | Estados Unidos | 28/09      |
| 15    | Cinco por Infinito                  | Esteban Maroto                                                       | Espanha        | 05/11      |
| 16    | Beowulf                             | Santiago García (roteiro) e David Rubín (arte)                       | Espanha        | 30/11      |
| 17    | O Relatório de Brodeck              | Manu Larcenet (adaptação do romance homônimo de Philippe Claudel)    | França         | 17/12      |

### 2019
| Ordem | Obra                                            | Autores                                                                                          | País           | Lançamento |
| ----- | ----------------------------------------------- | ------------------------------------------------------------------------------------------------ | -------------- | ---------- |
| 18    | Dragão Negro                                    | Chris Claremont (roteiro) e John Bolton (arte)                                                   | Estados Unidos | 20/02      |
| 19    | Lone Sloane                                     | Philippe Druillet                                                                                | França         | 19/04      |
| 20    | Virgem Depois dos 30                            | Atsuhiko Nakamura (roteiro) e Bargain Sakuraichi (arte)                                          | Japão          | 08/05      |
| 21    | Beasts of Burden: Cães Sábios e Homens Nefastos | Evan Dorkin (roteiro) e Benjamin Dewey (arte)                                                    | Estados Unidos | 13/05      |
| 22    | Druuna - volume 1                               | Paolo Eleuteri Serpieri                                                                          | Itália         | 27/05      |
| 23    | Os Mitos de Cthulhu                             | Esteban Maroto (adaptação de contos de H. P. Lovecraft)                                          | Espanha        | 07/06      |
| 24    | O Ninguém                                       | Jeff Lemire (baseado no livro O homem invisível de H. G. Wells)                                  | Estados Unidos | 21/06      |
| 25    | Solitário                                       | Christophe Chabouté                                                                              | França         | 04/07      |
| 26    | Jane                                            | Aline McKenna (roteiro) e Ramon K. Perez (arte) (baseado no livro Jane Eyre de Charlotte Brontë) | Estados Unidos | 15/07      |
| 27    | Druuna - volume 2                               | Paolo Eleuteri Serpieri                                                                          | Itália         | 25/07      |
| 28    | Conan: o Bárbaro - volume 3 (Livro)             | Robert E. Howard                                                                                 | Estados Unidos | 26/08      |
| 29    | O Preço da Desonra                              | Hiroshi Hirata                                                                                   | Japão          | 10/09      |
| 30    | Luz que Fenece                                  | Barbara Baldi                                                                                    | Itália         | 16/09      |
| 31    | O Último Voo das Borboletas                     | Kan Takahama                                                                                     | Japão          | 30/09      |
| #     | A Arte de Charlie Chan Hock Chye (nova edição)  | Sonny Liew                                                                                       | Singapura      | 07/10      |
| 32    | Druuna - volume 3                               | Paolo Eleuteri Serpieri                                                                          | Itália         | 23/10      |
| 33    | A Grande Odalisca                               | Bastien Vivès, Florent Ruppert e Jérôme Mulot                                                    | França         | 28/10      |
| 34    | A Floresta das Árvores Retorcidas (Livro)       | Alexandre Callari (autor) e Doug Firmino (ilustrador)                                            | Brasil         | 15/11      |
| 35    | Sob o Solo                                      | Bianca Pinheiro e Greg Stella                                                                    | Brasil         | 14/11      |
| 36    | Roseira, Medalha, Engenho e Outras Histórias    | Jefferson Costa                                                                                  | Brasil         | 28/11      |
| 37    | Gastaria Tudo com Pizza (Livro)                 | Pedro Duarte                                                                                     | Brasil         | 02/12      |
| 38    | Moonshadow                                      | J. M. DeMatteis (roteiro) e Jon J. Muth (arte)                                                   | Estados Unidos | 21/12      |

### 2020
| Ordem | Obra                                          | Autores                                                                                        | País           | Lançamento |
| ----- | --------------------------------------------- | ---------------------------------------------------------------------------------------------- | -------------- | ---------- |
| 39    | Olympia                                       | Bastien Vivès, Florent Ruppert e Jérôme Mulo                                                   | França         | 20/01      |
| 40    | Rohan no Louvre                               | Hirohiko Araki                                                                                 | Japão · França | 30/01      |
| 41    | Beasts of Burden: Guardiões da Vizinhança     | Evan Dorkin, Sarah Dyer e Mike Mignola (roteiro), Benjamin Dewey e Jill Thompson (arte)        | Estados Unidos | 21/02      |
| 42    | Destino Adiado                                | Jean-Pierre Gibrat                                                                             | França         | 29/02      |
| 43    | Maxwell, o Gato Mágico                        | Alan Moore                                                                                     | Inglaterra     | 26/03      |
| 44    | O Máskara                                     | John Arcudi (roteiro) e Doug Mahnke (arte)                                                     | Estados Unidos | 09/04      |
| 45    | Tartarugas Ninja: Coleção Clássica - volume 1 | Peter Laird e Kevin Eastman                                                                    | Estados Unidos | 10/05      |
| 46    | Por Deus ou Pelo Acaso                        | Becky Cloonan (roteiro e arte) e Lee Loughridge (cores)                                        | Estados Unidos | 15/05      |
| 47    | Fronteiras do Além                            | Jayme Cortez                                                                                   | Brasil         | 10/06      |
| 48    | A Profecia (Livro)                            | David Seltzer                                                                                  | Estados Unidos | 22/06      |
| 49    | Grama                                         | Keum Suk Gendry-Kim                                                                            | Coreia do Sul  | 21/07      |
| 50    | Sky Masters da Força Espacial                 | Dave Wood e Dick Wood (roteiro), Jack Kirby (arte) e Wally Wood e Dick Ayers (arte-final)      | Estados Unidos | 01/08      |
| 51    | Henri Désiré Landru                           | Christophe Chabouté                                                                            | França         | 21/08      |
| 52    | Satsuma Gishiden - volume 1                   | Hiroshi Hirata                                                                                 | Japão          | 31/08      |
| 53    | O Rei Macaco                                  | Silverio Pisu (roteiro) e Milo Manara (arte) (baseado na obra Jornada do Oeste de Wu Cheng'en) | Itália         | 21/09      |
| 54    | Recado a Adolf - volume 1                     | Osamu Tezuka                                                                                   | Japão          | 14/10      |
| 55    | Funny Creek                                   | Eduardo Medeiros, Rafael Albuquerque e Rafael Scavone                                          | Brasil         | 23/10      |
| 56    | Satsuma Gishiden - volume 2                   | Hiroshi Hirata                                                                                 | Japão          | 30/10      |
| 57    | A Fortaleza Móvel e o Mundo Subterrâneo       | Ricardo Barreiro (roteiro) e Enrique Alcatena (arte)                                           | Argentina      | 23/11      |
| 58    | Ogiva                                         | Bruno Zago (roteiro) e Guilherme Petreca (arte)                                                | Brasil         | 07/12      |
| 59    | Satsuma Gishiden - volume 3                   | Hiroshi Hirata                                                                                 | Japão          | 12/12      |
| 60    | Recado a Adolf - volume 2                     | Osamu Tezuka                                                                                   | Japão          | 18/12      |

### 2021
| Ordem | Obra                                               | Autores                                                                                       | País           | Lançamento |
| ----- | -------------------------------------------------- | --------------------------------------------------------------------------------------------- | -------------- | ---------- |
| 61    | Traço de Giz                                       | Miguelanxo Prado                                                                              | Espanha        | 16/01      |
| 62    | Incal (Todo Incal - volume 1)                      | Alejandro Jodorowsky (roteiro) e Moebius (arte)                                               | França         | 29/01      |
| 63    | Tartarugas Ninja: Coleção Clássica - volume 2      | Peter Laird e Kevin Eastman                                                                   | Estados Unidos | 31/01      |
| 64    | Tomie - volume 1                                   | Junji Ito                                                                                     | Japão          | 19/02      |
| 65    | Bran Mak Morn: O Último Rei dos Pictos (Livro)     | Robert E. Howard                                                                              | Estados Unidos | 26/02      |
| 66    | Red Sonja: A Balada da Deusa Ruiva                 | Roy Thomas (roteiro), Esteban Maroto e Santi Casas (arte) e Robert E. Howard (autor do conto) | Estados Unidos | 26/02      |
| 67    | Tomie - volume 2                                   | Junji Ito                                                                                     | Japão          | 19/03      |
| 68    | Dan Brand e Outros Clássicos                       | Frank Frazetta                                                                                | Estados Unidos | 24/03      |
| 69    | Trilogia Gatilho                                   | Carlos Estefan (roteiro) e Pedro Mauro (arte)                                                 | Brasil         | 31/03      |
| 70    | Tartarugas Ninja: Coleção Clássica - volume 3      | Peter Laird e Kevin Eastman                                                                   | Estados Unidos | 16/04      |
| 71    | Hokusai                                            | Shotaro Ishinomori                                                                            | Japão          | 30/04      |
| 72    | Fredric, William e a Amazona                       | Jean-Marc Lainé (roteiro) e Thierry Olivier (arte)                                            | França         | 30/04      |
| 73    | As Crônicas da Era do Gelo - volume 1              | Jiro Taniguchi                                                                                | Japão          | 18/05      |
| 74    | Shamisen: Canções do Mundo Flutuante               | Guilherme Petreca (roteiro e arte) e Tiago Minamisawa (roteiro)                               | Brasil         | 26/05      |
| 75    | Copra - Round Um                                   | Michel Fiffe                                                                                  | Estados Unidos | 31/05      |
| 76    | Copra - Round Dois                                 | Michel Fiffe                                                                                  | Estados Unidos | 31/05      |
| 77    | As Crônicas da Era do Gelo - volume 2              | Jiro Taniguchi                                                                                | Japão          | 18/06      |
| 78    | O Grande Livro dos Vampiros (Livro)                | Vários autores - Stephen Jones (organizador)                                                  | Estados Unidos | 25/06      |
| 79    | Yellow Cab                                         | Christophe Chabouté (adaptação do romance homônimo de Benoît Cohen)                           | França         | 30/06      |
| 80    | A Lanterna de Nix - volume 1                       | Kan Takahama                                                                                  | Japão          | 23/07      |
| 81    | Antes do Incal (Todo Incal - volume 2)             | Alejandro Jodorowsky (roteiro) e Zoran Janjetov (arte)                                        | França         | 29/07      |
| 82    | A Espera                                           | Keum Suk Gendry-Kim                                                                           | Coreia do Sul  | 29/07      |
| 83    | A Lanterna de Nix - volume 2                       | Kan Takahama                                                                                  | Japão          | 13/08      |
| 84    | O Diário do Chaves (Livro)                         | Roberto Gómez Bolaños                                                                         | México         | 27/08      |
| 85    | Horácio Completo - volume 1                        | Maurício de Sousa                                                                             | Brasil         | 31/08      |
| 86    | A Lanterna de Nix - volume 3                       | Kan Takahama                                                                                  | Japão          | 10/09      |
| 87    | Terror no Inferno Verde                            | Flávio Colin                                                                                  | Brasil         | 24/09      |
| 88    | Histórias Assustadoras Para Contar à Noite (Livro) | Vários autores - Stephen Jones (organizador)                                                  | Estados Unidos | 29/09      |
| 89    | Tartarugas Ninja: Coleção Clássica - volume 4      | Peter Laird e Kevin Eastman                                                                   | Estados Unidos | 08/10      |
| 90    | Cidade Pequenina                                   | Camilo Solano e Aldo Solano                                                                   | Brasil         | 29/10      |
| 91    | Frankenstein                                       | Junji Ito                                                                                     | Japão          | 02/11      |
| 92    | Horácio Completo - volume 2                        | Maurício de Sousa                                                                             | Brasil         | 05/11      |
| 93    | Spectreman - volume 1                              | Souji Ushio (roteiro) e Daiji Kazumine (arte)                                                 | Japão          | 30/11      |
| 94    | Vóltar                                             | Alfredo Alcala                                                                                | Filipinas      | 20/12      |
| 95    | A Sala de Aula que Derreteu                        | Junji Ito                                                                                     | Japão          | 22/12      |

### 2022
| Ordem | Obra                                              | Autores | País           | Lançamento |
| ----- | ------------------------------------------------- | --- | -------------- | ---------- |
| 96    | Incal Final (Todo Incal - volume 3)               | Alejandro Jodorowsky (roteiro), Moebius e José Ladrönn (arte) | França         | 10/01      |
| 97    | Arena                                             | Alexandre Callari (roteiro) e Alan Patrick (arte) | Brasil         | 14/01      |
| 98    | Spectreman - volume 2                             | Souji Ushio (roteiro) e Daiji Kazumine (arte) | Japão          | 30/01      |
| 99    | Celestia                                          | Manuele Fior | Itália         | 08/02      |
| 100   | Tarzan                                            | Roy Thomas (roteiro) e John Buscema (arte) | Estados Unidos | 25/03      |
| 101   | Elric: Stormbringer                               | P. Craig Russell (adaptação do romance de Michael Moorcock) | Estados Unidos | 25/03      |
| 102   | Spectreman - volume 3                             | Souji Ushio (roteiro) e Daiji Kazumine (arte) | Japão          | 31/03      |
| 103   | Jun                                               | Keum Suk Gendry-Kim | Coreia do Sul  | 15/04      |
| 104   | Mais Forte Que A Espada - volume 1                | Hiroshi Hirata | Japão          | 25/04      |
| 105   | Mais Forte Que A Espada - volume 2                | Hiroshi Hirata | Japão          | 25/04      |
| 106   | A Obsolescência Programada dos Nossos Sentimentos | Zidrou (roteiro) e Aimée de Jongh (arte) | França         | 29/04      |
| 107   | Horácio Completo - volume 3                       | Mauricio de Sousa | Brasil         | 13/05      |
| 108   | Conan, O Cimério - volume 1                       | Jean-David Morvan, Mathieu Gabella, Vincent Brugeas e Robin Rechti (roteiro); Ronan Toulhoat, Pierre Alary, Anthony Jean e Robin Rechti (arte) (adaptação dos contos de Robert E. Howard) | França         | 20/05      |
| 109   | Spectreman - volume 4                             | Souji Ushio (roteiro) e Daiji Kazumine (arte) | Japão          | 08/06      |
| 110   | A Balada para Sophie                              | Filipe Melo (roteiro) e Juan Cavia (arte) | Portugal       | 17/06      |
| 111   | Tartarugas Ninja: Coleção Clássica - volume 5     | Peter Laird e Kevin Eastman | Estados Unidos | 24/06      |
| 112   | Um Bairro Distante                                | Jiro Taniguchi | Japão          | 30/06      |
| 113   | A Bomba                                           | Didier Alcante e Laurent-Frédéric Bollée (roteiro) e Denis Rodier (arte) | França         | 22/07      |
| #     | Maxwell, o Gato Mágico (nova edição)              | Alan Moore | Inglaterra     | 27/07      |
| 114   | Hotel Harbour-View: Tokyo Killers                 | Natsuo Sekikawa (roteiro) e Jiro Taniguchi (arte) | Japão          | 29/07      |
| 115   | A Valise do Professor                             | Jiro Taniguchi (adaptação do livro de Hiromi Kawakami) | Japão          | 15/08      |
| 116   | Calafrios                                         | Junji Ito | Japão          | 26/08      |
| 117   | A Polícia Secreta para Crimes Mágicos (Livro)     | Emanoel Ferreira | Brasil         | 31/08      |
| 118   | Dente de Leite                                    | Patrick Martins (roteiro) e Igor Frederico (arte) | Brasil         | 31/08      |
| 119   | Horácio Completo - volume 4                       | Mauricio de Sousa | Brasil         | 18/09      |
| 120   | Copra - Round Três                                | Michel Fiffe | Estados Unidos | 23/09      |
| 121   | Copra - Round Quatro                              | Michel Fiffe | Estados Unidos | 23/09      |
| 122   | Purgatório                                        | Christophe Chabouté | França         | 30/09      |
| 123   | MW                                                | Osamu Tezuka | Japão          | 11/10      |
| 124   | Conan, O Cimério - volume 2                       | Luc Brunschwig, Régis Hautière, Virginie Augustin e Gess (roteiro); Etienne Le Roux, Olivier Vatine, Virginie Augustin e Gess (arte); (adaptação de contos de Robert E. Howard)           | França         | 20/10      |
| 125   | As Egocêntricas Maldições de Souichi              | Junji Ito | Japão          | 07/11      |
| 126   | Alack Sinner: a era da inocência                  | Carlos Sampayo (roteiro) e José Muñoz (arte) | França         | 11/11      |
| 127   | Beliscão                                          | Camilo Solano | Brasil         | 25/11      |
| 128   | O Procurador                                      | Gianfranco Manfredi (roteiro) e Pedro Mauro (arte) | Brasil         | 28/11      |
| 129   | Sensor                                            | Junji Ito | Japão          | 10/12      |
| 130   | Tartarugas Ninja: Coleção Clássica - volume 6     | Peter Laird e Kevin Eastman | Estados Unidos | 18/12      |

### 2023
| Ordem | Obra                                                   | Autores | País           | Lançamento |
| ----- | ------------------------------------------------------ | --- | -------------- | ---------- |
| 131   | Miyamoto Musashi                                       | Shotaro Ishinomori | Japão          | 06/01      |
| 132   | A Casta dos Metabarões (Coleção Metabarões - volume 1) | Alejandro Jodorowsky (roteiro) e Juan Giménez (arte) | França         | 10/01      |
| 133   | Solomon Kane (Livro)                                   | Robert E. Howard | Estados Unidos | 10/01      |
| 134   | Infiel                                                 | Pornsak Pitchetshote (roteiro), Aaron Campbell (arte) e José Villarrubia (cores)                                                                                   | Estados Unidos | 31/01      |
| 135   | Confins de Um Sonho                                    | Yumi Sudo | Japão          | 24/02      |
| 136   | Conan, O Cimério - volume 3                            | Sylvain Runberg, Patrice Louinet e Doug Headline (roteiro); Park Jae Kwang, Paolo Martinello, e Emmanuel Civiello (arte) (adaptação de contos de Robert E. Howard) | França         | 28/02      |
| 137   | Na mente de Sherlock Holmes                            | Cyril Líron (roteiro) e Bernoit Dahan (arte) | França         | 22/03      |
| 138   | Cães                                                   | Keum Suk Gendry-Kim | Coreia do Sul  | 26/03      |
| 139   | Tartarugas Ninja: O Último Ronin                       | Kevin Eastman e Peter Laird | Estados Unidos | 31/03      |
| 140   | Dismorfos                                              | Junji Ito | Japão          | 08/04      |
| 141   | Contos Esmagadores                                     | Junji Ito | Japão          | 16/04      |
| 142   | O Voo do Corvo                                         | Jean-Pierre Gibrat | França         | 22/04      |
| 143   | Bórgia                                                 | Alejandro Jodorowsky (roteiro) e Milo Manara (arte) | França         | 30/04      |
| 144   | Mortos de Amor                                         | Junji Ito | Japão          | 15/05      |
| 145   | Verões Felizes                                         | Zidrou (roteiro) e Jordi Lafebre (arte) | França         | 21/05      |
| 146   | O Estranho Conto da Ilha Panorama                      | Suehiro Maruo (baseado na obra homônima de Edogawa Rampo) | Japão          | 06/06      |
| 147   | Museu                                                  | Christophe Chabouté | França         | 12/06      |
| 148   | Morada do Desertor                                     | Junji Ito | Japão          | 24/06      |
| 149   | Copra - Round Cinco                                    | Michel Fiffe | Estados Unidos | 24/06      |
| 150   | O novo Preço da Desonra                                | Hiroshi Hirata | Japão          | 30/06      |
| 151   | Blueberry - volume 1                                   | Jean-Michel Charlier (roteiro) e Jean Giraud (Moebius)(arte) | França         | 04/07      |
| 152   | O Encanamento que Geme                                 | Junji Ito | Japão          | 17/07      |
| 153   | Vlad Drácula                                           | Roy Thomas (roteiro) e Esteban Maroto (arte) | Espanha        | 26/07      |
| 154   | A Casta Dos Metabarões (Coleção Metabarões volume 2)   | Alejandro Jodorowsky (roteiro) e Juan Giménez (arte) | França         | 10/08      |
| 155   | Vampiros                                               | Osamu Tezuka | Japão          | 19/08      |
| 156   | O Beco                                                 | Junji Ito | Japão          | 25/08      |
| 157   | Espelho meu                                            | Alexandre Callari (roteiro) e Robson Moura (arte) | Brasil         | 25/08      |
| 158   | Kogarashi Monjirou                                     | Goseki Kojima (baseado na obra de Sasazawa Saho) | Japão          | 10/09      |
| 159   | Combate Cotidiano                                      | Manu Larcenet | França         | 10/09      |
| 160   | Cidade das Lápides                                     | Junji Ito | Japão          | 22/09      |
| 161   | O Monstro debaixo da minha Cama                        | Luckas Iohanathan | Brasil         | 30/09      |
| 162   | Zona Livre (Livro)                                     | André de Carvalho | Brasil         | 30/09      |
| 163   | A lenda de Musashi                                     | Mamoru Sasaki (roteiro) e Goseki Kojima (arte) | Japão          | 30/09      |
| 164   | Copra - Round Seis                                     | Michel Fiffe | Estados Unidos | 20/10      |
| 165   | As Esculturas sem Cabeça                               | Junji Ito | Japão          | 20/10      |
| 166   | Rei Kull (Livro)                                       | Robert E. Howard | Estados Unidos | 30/10      |
| 167   | Mandala de Fogo                                        | Chie Shimamoto | Japão          | 31/10      |
| 168   | Zona Fantasma                                          | Junji Ito | Japão          | 29/11      |
| 169   | Incal Psicoverso                                       | Mark Russell (roteiro), Yanik Paquette (arte) e Dave McCaig (cores)                                                                                                | França         | 30/11      |
| 170   | Junji Ito: Visões Distorcidas (Artbook)                | Junji Ito | Japão          | 30/11      |
| 171   | Box do Conan (Livro - nova edição)                     | Robert E. Howard | Estados Unidos | 25/12      |

### 2024
| Ordem | Obra                                                                | Autores | País           | Lançamento |
| ----- | ------------------------------------------------------------------- | --- | -------------- | ---------- |
| 172   | Castaca e as Armas dos Metatabarões (Coleção Metabarões - volume 3) | Alejandro Jodorowsky (roteiro), Das Pastoras, Travis Charest e Zoran Janjetov (arte)                                                                          | França         | 06/01      |
| 173   | Blueberry - volume 2                                                | Jean-Michel Charlier (roteiro) e Jean Giraud (Moebius) (arte)                                                                                                 | França         | 15/01      |
| 174   | Borboleta Assassina - volume 1                                      | Yuka Nagate | Japão          | 29/01      |
| 175   | Borboleta Assassina - volume 2                                      | Yuka Nagate | Japão          | 15/02      |
| 176   | Power Rangers/Tartarugas Ninjas - volume 1                          | Ryan Parrot (roteiro), Simone Di Meo (desenhos) e Walter Baiamonte (cores)                                                                                    | Estados Unidos | 26/02      |
| 177   | Domínio Público - volume 1                                          | Chip Zdarsky | Estados Unidos | 26/02      |
| 178   | Conan, o Bárbaro: Adaptação Oficial do Filme (livro)                | L. Sprague de Camp e Lin Carter (baseado no roteiro de John Millius e Olivier Stone)                                                                          | Estados Unidos | 11/03      |
| 179   | Borboleta Assassina - volume 3                                      | Yuka Nagate | Japão          | 15/03      |
| 180   | Os Exércitos do Conquistador                                        | Jean-Pierre Dionnet (roteiro) e Jean-Claude Gal (arte) | França         | 18/03      |
| 181   | Incal: Kill Cara de Cão                                             | Brandon Thomas (roteiro) e Pete Woods (arte) | França         | 29/03      |
| 182   | O diário do meu pai                                                 | Jiro Tanigushi | Japão          | 05/04      |
| 183   | A Estrada                                                           | Manu Larcenet (adaptação do livro de Cormac Mccarthy) | França         | 23/04      |
| 184   | Coleção Crepax: Drácula, Frankenstein e Outras Histórias            | Guido Crepax | Itália         | 02/05      |
| 185   | O Bom Asiático                                                      | Pornsak Pichetshote (roteiro) e Alexandre Tefenkgi (arte) | Estados Unidos | 21/05      |
| 186   | Incal: Estrela Moribunda                                            | Dan Watters (roteiro) e Jhon Davis-Hunt (arte) | França         | 23/05      |
| 187   | Fire - volume 1                                                     | Hideko Mizuno | Japão          | 30/05      |
| 188   | Power Rangers/Tartarugas Ninjas - volume 2                          | Ryan Parrot (roteiro), Dan Mora (desenhos) e Raúl Ângulo (cores)                                                                                              | Estados Unidos | 30/05      |
| 189   | Battle Royale - volume 1                                            | Koushun Takami (roteiro) e Masayuki Taguchi (arte) | Japão          | 28/06      |
| 190   | Alack Sinner: a Era do Desencanto                                   | Carlos Sampayo (roteiro) e José Muñoz (arte) | França         | 30/06      |
| 191   | Superpunk                                                           | Mirtes Santana (roteiro) e Guilherme Petreca (arte) | Brasil         | 14/07      |
| 192   | Fire - volume 2                                                     | Hideko Mizuno | Japão          | 17/07      |
| 193   | Mundo sem fim                                                       | Jamie Delano (roteiro) e John Higgins (arte) | Estados Unidos | 17/07      |
| 194   | A princesa do castelo sem fim                                       | Shintaro Kago | Japão          | 31/07      |
| 195   | Conan, o cimério - volume 4                                         | Christophe Bec, Julien Blondel e Jean-Luc Masbou (roteiro); Stevan Subic, Valentin Sécher e Jean-Luc Masbou (arte); (adaptação de contos de Robert E. Howard) | França         | 15/08      |
| 196   | Blueberry - volume 3                                                | Jean-Michel Charlier (roteiro) e Jean Giraud (Moebius) (arte)                                                                                                 | França         | 31/08      |
| 197   | Battle Royale - volume 2                                            | Koushun Takami (roteiro) e Masayuki Taguchi (arte) | Japão          | 13/09      |
| 198   | Meu Amigo Kim Jong-un                                               | Keun Suk Gendry-Kim | Coreia         | 21/10      |
| 199   | O Último Ronin - anos perdidos                                      | Kevin Eastman e Tom Waltz (roteiro) e Ben Bishop e SL Gallant (arte)                                                                                          | Estados Unidos | 23/10      |
| 200   | O Eternauta                                                         | Héctor Germán Oesterheld (roteiro) e Francisco Solano López (arte)                                                                                            | Argentina      | 31/10      |
| 201   | Undertaker                                                          | Xavier Dorison (roteiro) e Ralph Meyer (arte) | França         | 31/10      |
| 202   | Coleção Crepax: astronave pirata e outras histórias                 | Guido Crepax | Itália         | 31/10      |
| 203   | Contagem de Corpos                                                  | Kevin Eastman (roteiro) e Simon Bisley (arte) | Estados Unidos | 12/11      |
| 204   | 100 discos para conhecer Aguardela                                  | Daniel Lopes (roteiro) e Raphael Salimena (arte) | Brasil         | 02/12      |
| 205   | A Arte de Ogiva: o mundo não é mais nosso (Artbook)                 | Bruno Zago e Cadu Rozenfeld (roteiro) e Guilherme Petreca e Marcela Sanches (arte)                                                                            | Brasil         | 03/12      |
| 206   | Buracos da Estranheza: 35 Anos da Carreira de Junji Ito (livro)     | Junji Ito | Japão          | 20/12      |
| 207   | A saga de Elric - volume 1 (livro)                                  | Michael Moorcock | Inglaterra     | 27/12      |

### 2025
| Ordem | Obra                                                    | Autores | País           | Lançamento      |
| ----- | ------------------------------------------------------- | --- | -------------- | --------------- |
| 208   | Battle Royale - volume 3                                | Koushun Takami (roteiro) e Masayuki Taguchi (arte)                                                                                           | Japão          | 06/01           |
| 209   | Beasts of Burden: Território Ocupado                    | Evan Dorkin e Sarah Dyer (roteiro) e Benjamin Dewey (arte)                                                                                   | Estados Unidos | 20/01           |
| 210   | Blueberry - volume 4                                    | Jean-Michel Charlier (roteiro) e Jean Giraud (Moebius) (arte)                                                                                | França         | 26/01           |
| 211   | O Quarto Poder e a Conspiração Starr                    | Juan Giménez | França         | 21/02           |
| 212   | Battle Royale - volume 4                                | Koushun Takami (roteiro) e Masayuki Taguchi (arte)                                                                                           | Japão          | 03/03           |
| 213   | Rambo: First Blood (livro)                              | David Morrell | Estados Unidos | 07/03           |
| 214   | Eu sou o seu Silêncio                                   | Jordi LaFebre | França         | 14/03           |
| 215   | Sa Wala: tudo por nada                                  | Renren Galeno | Filipinas      | 28/03           |
| 216   | PTSD Radio: frequências do terror - volume 1            | Maasaki Nakayama | Japão          | 02/04           |
| 217   | Bill Finger: à sombra de um mito                        | Julian Voloj (roteiro) e Erez Zadok (arte)                                                                                                   | Espanha        | 04/04           |
| 218   | A torre do elefante                                     | Cláudio Alvares (roteiro) e Enrique Alcatena (arte)                                                                                          | Chile          | 14/04           |
| 219   | Megalex                                                 | Alejandro Zodorowsky (roteiro) e Fred Beltran (arte)                                                                                         | França         | 25/04           |
| 220   | Battle Royale - volume 5                                | Koushun Takami (roteiro) e Masayuki Taguchi (arte)                                                                                           | Japão          | 17/05           |
| 221   | Tartarugas Ninja (coleção IDW) - volume 1               | Tom Walts e Kevin Eastman (roteiro) e Mateus Santolouco e Dan Duncan (arte)                                                                  | Estados Unidos | 23/05           |
| 222   | Coleção Crepax: o médico e o monstro e outras histórias | Guido Crepax | Itália         | 05/06           |
| 223   | Kabuki: Primavera, Outono, Inverno,Verão                | Tiago Minamisaua (roteiro) e Guilherme Petreca (arte)                                                                                        | Brasil         | 13/06           |
| 224   | PTSD Radio: frequências do terror - volume 2            | Maasaki Nakayama | Japão          | 20/06           |
| 225   | Acender uma fogueira                                    | Christope Chaboute (baseado no conto homônimo de Jack London)                                                                                | França         | 30/06           |
| 226   | Shigurui: frenesi da morte - volume 1                   | Takayuki Yamaguchi | Japão          | 24/07           |
| 227   | O Eternauta - segunda parte                             | Héctor Germán Oesterheld (roteiro) e Francisco Solano López (arte)                                                                           | Argentina      | 31/07           |
| 228   | Fóssil dos sonhos: todos os contos de Satoshi Kon       | Satoshi Kon | Japão          | 06/08           |
| 229   | PTSD Radio: frequências do terror - volume 3            | Maasaki Nakayama | Japão          | 24/08           |
| 230   | Thorgal: série clássica - volume 1                      | Jean Van Hamme (roteiro) e Grzegorz Rozonski (arte)                                                                                          | França         | 29/08           |
| 231   | Marshal Blueberry                                       | Jean Giraud (roteiro) e Willian Vance e Michael Rouge (arte)                                                                                 | França         | 29/08           |
| 232   | Shigurui: frenesi da morte - volume 2                   | Takayuki Yamaguchi | Japão          | 29/09           |
| #     | Tartarugas Ninja (coleção IDW) - volume 2               | Tom Walts e Kevin Eastman (roteiro) e Mateus Santolouco e Dan Duncan (arte)                                                                  | Estados Unidos | A ser anunciado |
| #     | Saijiki: estações de Ogishima - volume 1                | Kan Takahama | Japão          | A ser anunciado |
| #     | Dark Agnes, Red Sonja e outras guerreiras (livro)       | Robert E. Howard | Estados Unidos | A ser anunciado |
| #     | Shigurui: frenesi da morte - volume 3                   | Takayuki Yamaguchi | Japão          | A ser anunciado |
| #     | Vampiro que ri - volume 1                               | Suehiro Maruo | Japão          | A ser anunciado |
| #     | Ogishima Saijiki: estações de Ogishima - volume 2       | Kan Takahama | Japão          | A ser anunciado |
| #     | Coleção Crepax: o bebê da Valentina e outras histórias  | Guido Crepax | Itália         | a ser anunciado |
| #     | Salambô                                                 | Philippe Druillet (adaptação da obra de Gustave Flaubert)                                                                                    | França         | a ser anunciado |
| #     | Ésfera: 4 dias para salvar o rei                        | Alexandre Calari (roteiro) e Oliver Borges (arte)                                                                                            | Brasil         | A ser anunciado |
| #     | Fiery Land, Thousand Eyes                               | Zhiwen e MavBashan | China          | a ser anunciado |
| #     | A própria carne                                         | Marcela Godoy, Ian SBF e Leonel Caldela (roteiro) e Alexandre Carvalho, Alexandre TSO, Lucas Pereira, Mayara Lista e Raphael Salimena (arte) | Brasil         | A ser anunciado |
| #     | Chushingura: o tesouro dos 47 ronins                    | Goseki Kojima | Japão          | A ser anunciado |
| #     | Vampiro que ri - volume 2                               | Suehiro Maruo | Japão          | A ser anunciado |
| #     | Os Tecnopapas                                           | Alejandro Zodorowsky (roteiro) e Zoran Janjetov (arte)                                                                                       | França         | A ser anunciado |
| #     | Shigurui: frenesi da morte - volume 4                   | Takayuki Yamaguchi | Japão          | A ser anunciado |
| #     | A saga de Elric - volume 2                              | Michael Moorcock | Inglaterra     | A ser anunciado |